# Rivière Laguerne
La rivière Laguerne est un affluent de la Grande rivière de la Baleine, dans le territoire non organisé de baie-d'Hudson, dans la région administrative Nord-du-Québec, au Québec, au Canada.

## Géographie
Les lacs Kaywakamaw (longueur : 10,8 km ; largeur maximale : 3,5 km ; altitude : 356 m) constitue le principal plan d'eau de tête de la rivière Laguerne. Son embouchure est située au fond d'une baie du côté ouest.
La rivière Laguerne coule vers le nord-ouest, puis vers l'ouest en traversant plusieurs plans d'eau. Des rapides situés à 4,0 km en amont de l'embouchure de la rivière Laguerne s'étendent sur 0,6 km. La rivière Laguerne comporte chutes et rapides. Elle va se déverser dans la Grande rivière de la Baleine à 53,5 km en amont de l'embouchure de la rivière Coats. 
Deux montagnes (altitude : 306 m au nord et 255 m au sud) garde l'embouchure.

## Toponymie
Ce toponyme évoque l'œuvre de vie de l'abbé François Laguerne qui a exercé comme missionnaire catholique dans les régions de Beaubassin et du fort Beauséjour en Acadie, vers 1750.
Le toponyme rivière Laguerne a été officialisé le 5 décembre 1968 à la Commission de toponymie du Québec.